# Laccophilus flaviventris
Laccophilus flaviventris är en skalbaggsart som beskrevs av Régimbart 1904. Laccophilus flaviventris ingår i släktet Laccophilus och familjen dykare. Inga underarter finns listade i Catalogue of Life.